# Erdre-en-Anjou
Erdre-en-Anjou é uma comuna francesa na região administrativa da Pays de la Loire, no departamento de Maine-et-Loire. Estende-se por uma área de 89,94 km². Em 2010 a comuna tinha 5 827 habitantes (densidade: 64,8 hab./km²).
Foi estabelecida em 28 de dezembro de 2015 e consiste das antigas comunas de Brain-sur-Longuenée, Gené, La Pouëze e Vern-d'Anjou.